# Xiu Lijuan
Xiu Lijuan (修麗娟T, 修丽娟S, Xiū LíjuānP; 26 ottobre 1957) è un'ex cestista cinese.

## Carriera
Con la Cina ha disputato i Giochi olimpici di Los Angeles 1984 e i Campionati del mondo del 1983.